# تیپ چهارم تفنگداران دریایی ایران
تیپ چهارم تفنگداران دریایی ایران یا تیپ چهارم تفنگداران دریایی امام رضا تیپ تفنگداران دریایی زیرمجموعه نیروی دریایی ارتش جمهوری اسلامی ایران است، که قرارگاه فرماندهی آن در شهر بندر انزلی، استان گیلان مستقر می‌باشد.